# ایر سومالیا

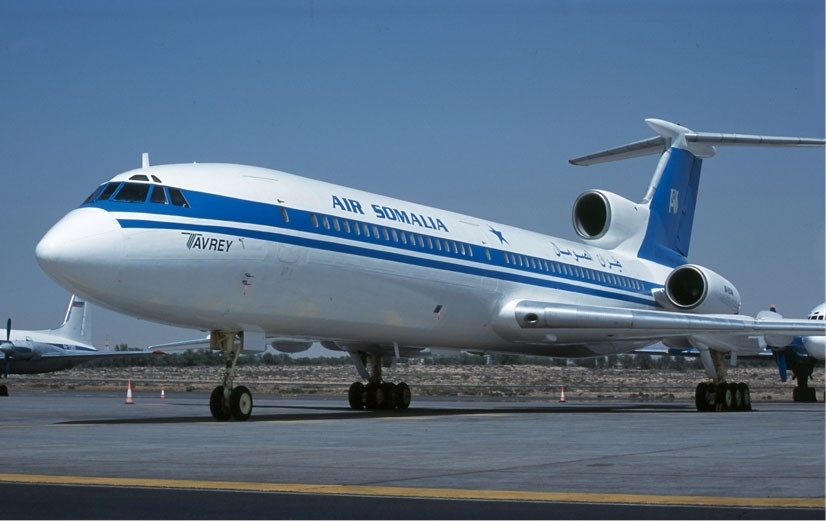
نمایی از «توپولف تو-۱۵۴» شرکت هواپیمایی ایر سومالیا در فرودگاه بین‌المللی شارجه - ۲۰۰۱

ایر سومالیا (به انگلیسی: Air Somalia) یک شرکت هواپیمایی است که در ۲۰۰۱ میلادی تأسیس شده است. دفتر مرکزی ایر سومالیا در موگادیشو، سومالی واقع شده است.